# Мијатовац
Мијатовац је насеље у Србији у општини Ћуприја у Поморавском округу. Према попису из 2022. било је 1326 становника.

## Историја
До Другог српског устанка Мијатовац се налазио у саставу Османског царства. Након Другог српског устанка Мијатовац улази у састав Кнежевине Србије и административно је припадао Јагодинској нахији и Темнићској кнежини све до 1834. године када је Србија подељена на сердарства.
Бетонски мост код Мијатовца је срушен у поплави маја 1965.

## Пореко становништва
Подаци датирају из 1930. г.
По предању, село је некада било на десној обали Велике Мораве, па се отуда поместило на леву приликом неке велике поплаве. Село је добило име по неком Мијату, који се први доселио око 1730. г.
- Стаматовићи - Мијатовићи (10 к., Св. Никола); доселио им се предак Мијат од Сјенице око 1730. г. Мијат је имао 1000 оваца, од којих су биле 300 гаљасте вране. Једном приликом заноћи код њега неки спахија, па да би окушао његово поштење, сутрадан на поласку хотимично заборави велику суму новца. По његовом одласку Мијат нађе новац, па потрчи за спахијом и преда му га. Зато му спахија поклони већи део свога спахилука, и овај је после тога задуго био најбогатији човек у месту и околини.
- Младеновићи - Лазићи - Митићи (4 к., Св. Ђорђе и Ђурђевдан); доселили се са Косова после Мијатовића преко старог врањског округа, где су остали десетак година.
- Нинковићи (15 к., Св. Стева); доселили се око 1750. г. из околине Ниша.
- Ђекићи (15 к., Св. Никола); доселили се око 1750. г. из околине Приштине. Њиховог претка Старог Ђеку, још као дечка, заробили су Турци у Приштини, па га отуда избавила мајка, тобож помоћу неких мађија, и овамо превела. Има их и у Бачини, Крушевцу и у Београду.
- Миленковићи (15 к., Св. Никола); дошли око 1780. г. из тимочке Црне Реке.
- Ђорђевићи (4 к., Св. Никола); доселили се са Малог Косова кад и Миленковићи.
- Ђурђевићи (5 к., Св. Врачи); доселили се око 1790. г. са Малог Косова.
- Бранковићи (9 к., Св. Мина); доселили се кад и Ђурђевићи из тимочке Црне Реке.
- Маринковићи (13 к., Св. Врачи); доселили се око 1800. г. из Новог Брачина код Ражња.
- Сврзићи (6 к., Св. Мрата и Св. Лазар); доселили се око 1800. г. из Варварина, где их и данас има. У Варварину им се стари доселили са Косова.
- Радосављевићи - Виринци (10 к., Св. Никола); доселили се око 1800. г. из Вирина у Ресави.
- Ерци (5 к., Св. Стеван); доселили се око 1810. г. из крушевачке Жупе.
- Николићи (25 к., Св. Арханђео); доселили се око 1810. г. из врањске околине.
- Благојевићи (9 к., Св. Јован); доселили се око 1830. г. из ражањскње околине.
- Стојковићи (7 к., Митровдан); доселили се око 1830. г. из врањске околине.
- Радовановићи (5 к., Петровдан); доселили се око 1830. г. из околине Куманова у Македонији.
- Васковићи (6 к., Св. Никола); доселили се око 1830. г. из нишке околине.
- Јовановићи - Душобољци (4 к., Митровдан); доселили се око 1830. г. из лесковачке околине. Прозвани су Душебољци што је неки њихов стари говорио уз сваку другу реч: "Душа ме боли“.
- Јоцићи (8 к., Св. Арханђео); доселили се око 1830. г. из алексиначке околине.
- Качаревићи (10 к., Св. Јован); доселили се око 1830. г. из Мајура.
- Солдатовићи - Марковићи (10 к., Св. Ђорђе и Ђурђевдан); доселили се око 1830. г. из Грабовице у Ресави.
- Милојевићи - Тасићи (6 к., Св. Ђорђе и Ђурђевдан); доселили се око 1830. г. из Остриковца.
- Козаревићи (6 к., Св. Јован); доселили се око 1850. г. из Остриковца, призећени у род Благојевића.
- Живковићи (3 к., Св. Никола); не зна се одакле су и када су дошли.
- Марковићи - Черкези (15 к., Св. Стеван) су Цигани свирачи, дошли око 1850. г. из Шетке код Ражња. Поред свирања и торбарења занимају се и земљорадњом.

## Демографија
У насељу Мијатовац живи 1401 пунолетни становник, а просечна старост становништва износи 41,8 година (40,3 код мушкараца и 43,2 код жена). У насељу има 547 домаћинстава, а просечан број чланова по домаћинству је 3,13.
Ово насеље је великим делом насељено Србима (према попису из 2002. године).
|  |

| Демографија | Демографија | Демографија |
| Година      | Становника  | Становника  |
| ----------- | ----------- | ----------- |
| 1948.       | 1.661       |             |
| 1953.       | 1.973       |             |
| 1961.       | 1.820       |             |
| 1971.       | 1.744       |             |
| 1981.       | 1.894       |             |
| 1991.       | 1.939       | 1.809       |
| 2002.       | 1.712       | 1.910       |

| Етнички састав према попису из 2002.‍ | Етнички састав према попису из 2002.‍ | Етнички састав према попису из 2002.‍ | Етнички састав према попису из 2002.‍ | Етнички састав према попису из 2002.‍ |
| ------------------------------------ | ------------------------------------ | ------------------------------------ | ------------------------------------ | ------------------------------------ |
|                                      |                                      |                                      |                                      |                                      |
| Срби                                 | Срби                                 |                                      | 1.676                                | 97,89%                               |
| Југословени                          | Југословени                          |                                      | 7                                    | 0,40%                                |
| Власи                                | Власи                                |                                      | 4                                    | 0,23%                                |
| Црногорци                            | Црногорци                            |                                      | 2                                    | 0,11%                                |
| Македонци                            | Македонци                            |                                      | 2                                    | 0,11%                                |
| Украјинци                            | Украјинци                            |                                      | 1                                    | 0,05%                                |
| Руси                                 | Руси                                 |                                      | 1                                    | 0,05%                                |
| Румуни                               | Румуни                               |                                      | 1                                    | 0,05%                                |
| непознато                            | непознато                            |                                      | 17                                   | 0,99%                                |

| Мијатовац у пописима Јагодинске нахије — од 1818. до 1829.                        |       |       |       |       |       |       |          |       |       |       |       |       |
| Година пописа                                                                     | 1818. | 1819. | 1820. | 1821. | 1822. | 1823. | 1824/25. | 1825. | 1826. | 1827. | 1828. | 1829. |
| Куће                                                                              | 49    | 48    | 45    | 44    | 43    | 44    | 46       | 48    | 47    | 47    | 51    | 51    |
| Пореске главе*                                                                    | -     | 62    | 52    | 52    | 53    | 57    | 57       | 56    | 57    | 57    | 57    | 58    |
| Арачке главе**                                                                    | 86    | 113   | 113   | 110   | 112   | 114   | 126      | 122   | 124   | 121   | 132   | 132   |
| *Пореске главе = Ожењени мушкарци \| ** Арачке главе = Мушкарци од 7 до 70 година |       |       |       |       |       |       |          |       |       |       |       |       |

| Година пописа     | 1948. | 1953. | 1961. | 1971. | 1981. | 1991. | 2002. |
| ----------------- | ----- | ----- | ----- | ----- | ----- | ----- | ----- |
| Број домаћинстава | 330   | 427   | 445   | 465   | 514   | 560   | 547   |

| Број чланова      | 1  | 2   | 3   | 4   | 5  | 6  | 7 | 8 | 9 | 10 и више | Просек |
| ----------------- | -- | --- | --- | --- | -- | -- | - | - | - | --------- | ------ |
| Број домаћинстава | 93 | 133 | 109 | 105 | 56 | 40 | 7 | 2 | 0 | 2         | 3,13   |

| Пол    | Укупно | Неожењен/Неудата | Ожењен/Удата | Удовац/Удовица | Разведен/Разведена | Непознато |
| ------ | ------ | ---------------- | ------------ | -------------- | ------------------ | --------- |
| Мушки  | 716    | 207              | 440          | 43             | 25                 | 1         |
| Женски | 751    | 124              | 456          | 155            | 16                 | 0         |
| УКУПНО | 1.467  | 331              | 896          | 198            | 41                 | 1         |

| Пол    | Укупно                    | Пољопривреда, лов и шумарство | Рибарство                            | Вађење руде и камена | Прерађивачка индустрија       |
| ------ | ------------------------- | ----------------------------- | ------------------------------------ | -------------------- | ----------------------------- |
| Мушки  | 299                       | 32                            | 0                                    | 0                    | 113                           |
| Женски | 188                       | 24                            | 0                                    | 0                    | 50                            |
| УКУПНО | 487                       | 56                            | 0                                    | 0                    | 163                           |
| Пол    | Производња и снабдевање   | Грађевинарство                | Трговина                             | Хотели и ресторани   | Саобраћај, складиштење и везе |
| Мушки  | 9                         | 17                            | 26                                   | 8                    | 17                            |
| Женски | 2                         | 2                             | 31                                   | 8                    | 4                             |
| УКУПНО | 11                        | 19                            | 57                                   | 16                   | 21                            |
| Пол    | Финансијско посредовање   | Некретнине                    | Државна управа и одбрана             | Образовање           | Здравствени и социјални рад   |
| Мушки  | 0                         | 6                             | 9                                    | 4                    | 12                            |
| Женски | 3                         | 3                             | 1                                    | 8                    | 31                            |
| УКУПНО | 3                         | 9                             | 10                                   | 12                   | 43                            |
| Пол    | Остале услужне активности | Приватна домаћинства          | Екстериторијалне организације и тела | Непознато            | Непознато                     |
| Мушки  | 3                         | 0                             | 0                                    | 43                   | 43                            |
| Женски | 5                         | 0                             | 0                                    | 16                   | 16                            |
| УКУПНО | 8                         | 0                             | 0                                    | 59                   | 59                            |